# PSD Bank West
Die PSD Bank West eG ist eine deutsche genossenschaftliche beratende Direktbank für Privatkunden mit Sitz in der nordrhein-westfälischen Großstadt Köln.

## Geschichte
Die genossenschaftliche PSD-Bankengruppe fand ihren Ursprung vor über 150 Jahren in den damaligen Post-, Spar- und Darlehensvereinen. Im Jahre 1872 regte das Kaiserliche Generalpostamt die Gründung von Spar- und Vorschussvereinen für die Postbeamten an. Im selben Jahr wurden die Post-, Spar- und Darlehensvereine, die heutigen PSD Banken, gegründet. Bis zur Privatisierung der Deutschen Bundespost in den 1990er Jahren mussten die PSD-Banken nicht auf dem freien Finanzmarkt auftreten; Kunden und Mitglieder waren allesamt Postbeschäftigte und deren Familienangehörigen.
Der damalige Post-Spar- und Darlehnsverein Köln firmierte im Jahr 1997 um in PSD Bank Köln und im Jahr 1999 erfolgte anschließend die Rechtsformänderung in eine Genossenschaft und Umfirmierung in PSD Bank Köln eG.
Die PSD Bank Köln eG fusionierte im Jahr 2002 mit der PSD Bank Trier eG mit dem Sitz in Trier zur PSD Bank Köln eG mit Sitz in Köln. Am 17. August 2019 erfolgte die offizielle Umbenennung in PSD Bank West eG.
Auch die ehemalige PSD Bank Trier eG entstand aus dem ursprünglichen Post-Spar- und Darlehnsverein Trier, der im Jahr 1999 seine Rechtsform in eine Genossenschaft änderte und damit auch seine Firmierung.

## Rechtsverhältnisse
Die PSD Bank West eG ist im Genossenschaftsregister beim Amtsgericht Köln unter GnR 731 eingetragen.

## Organisationsstruktur
Rechtsgrundlagen sind das Genossenschaftsgesetz und die durch die Vertreterversammlung beschlossene Satzung. Organe der Bank sind der Vorstand, der Aufsichtsrat und die Vertreterversammlung.

## Sicherungseinrichtung
Die PSD Bank West eG ist der amtlich anerkannten Sicherungseinrichtung des Bundesverbandes der Deutschen Volksbanken und Raiffeisenbanken GmbH und der zusätzlichen freiwilligen Sicherungseinrichtung des Bundesverbandes der Deutschen Volksbanken und Raiffeisenbanken e. V. angeschlossen.

## Geschäftsausrichtung
Die PSD Bank West eG betreibt das Universalbankgeschäft. Für Kunden der Bank besteht die Möglichkeit, sich in den Filialen vor Ort, Zuhause oder am Telefon beraten zu lassen. Weiterhin können Geschäfte über Online- und Telefonbanking getätigt werden. Die Finanzdienstleistungen der PSD-Bank umfassen neben der Immobilienfinanzierung auch die Bereiche der Geld- und Vermögensanlage, den Zahlungsverkehr, die Privatfinanzierung sowie den Bereich der Absicherung und Altersvorsorge. Im Verbundgeschäft arbeitet sie mit der DZ Bank, R+V Versicherung, Union Investment und der Atruvia AG als IT-Dienstleister zusammen.
Die PSD Bank West eG gehört der PSD Bankengruppe an. Als eine der zwölf selbstständigen PSD Banken ist sie Mitglied im Bundesverband der Deutschen Volksbanken und Raiffeisenbanken e. V. (BVR).
Der genossenschaftlichen Prägung folgend, ist in den Geschäftsprinzipien der Grundsatz verankert, wonach nicht Gewinnmaximierung, sondern die Beratung und Betreuung der Kunden und Mitglieder im Vordergrund steht.

## Soziales

VEREINT! – Stiftung der PSD Bank West Logo

Die PSD Bank West eG unterstützt verschiedene gemeinnützige Projekte. Sie spendet für gemeinnützige Projekte und ist offizieller Partner der Lukas-Podolski-Stiftung. Seit Anfang des Jahres 2022 verfügt die Genossenschaftsbank auch über eine eigene Stiftung.

## Auszeichnungen
14 Mal wurde die PSD Bank West eG zwischen 2011 und 2025 als „beliebteste Regionalbank“ ausgezeichnet.

## Geschäftsgebiet
Ihr Geschäftsgebiet umfasst die Regionen rund um Köln, Bonn, Aachen und Trier.
An diesen Orten betreibt die Bank Filialen:
- Köln (Beratungsbüro, Hauptstelle, jur. Sitz)
- Bonn (Beratungsbüro)
- Aachen (Beratungsbüro)
- Trier (Beratungsbüro)